# Pseudotheta astigmatica
Pseudotheta astigmatica är en fjärilsart som beskrevs av Edward Meyrick 1928. Pseudotheta astigmatica ingår i släktet Pseudotheta och familjen praktmalar, Oecophoridae. Inga underarter finns listade i Catalogue of Life.